# Mare furtunoasă la Étretat
Mare furtunoasă la Étretat este o pictură în ulei pe pânză, realizată în 1883 de pictorul francez Claude Monet. Pictura este acum expusă la Muzeul de Arte Frumoase din Lyon, Franța.
Pictura descrie o mare furtunoasă într-o zi de iarnă. Faleza din fundal este Étretat (Seine-Maritime); Monet a stat frecvent în zonă în timpul iernii 1864–1865 și a scris: „Îmi petrec timpul în aer liber pe stânci când vremea este aspră [...] și bineînțeles că lucrez tot timpul”. Monet a realizat pictura în februarie 1883 de la fereastra hotelului său. Ulterior, tabloul a fost cumpărat de comerciantul parizian Paul Durand-Ruel și apoi a devenit proprietatea Muzeul de Arte Frumoase din Lyon în 1902. Muzeul a fost un precursor în colecționarea picturilor impresioniste de la începutul secolului al XX-lea.
Pictura este realizată din patru elemente majore, fiecare pictată într-un mod diferit. Partea centrală este invadată de valurile perlate pictate sub formă de virgule. În prim-plan, o mică plajă pe care sunt bărci vechi umplute cu stuf în stânga și doi pescari cu bărcile lor aflate într-o stare proastă care au eșuat pe mal. În stânga, în fundal, se vede stânca de la Étretat, iar straturile de rocă sunt evocate de linii orizontale realizate cu pensula. În cele din urmă, partea superioară a picturii arată cerul, pictat într-un mod care exprimă o perdea de ploaie.